# Penarol Atlético Clube
El Penarol Atlético Clube es un equipo de fútbol de Brasil, específicamente del estado de Amazonas, que jugaría en la segunda división del Campeonato Amazonense. En 2011 participa por primera vez en el Campeonato Brasileño de Serie D, la cuarta división nacional.

## Historia
Fue fundado el 8 de agosto de 1947 en el municipio de Itacoatiara del Amazonas por idea de Luiz Calheiros Gama, Marcos Esteves, Sebastião Mestrinho, Simões Sales de Souza, Laureano Seixas y Antônio Gesta Filho. El nombre del club fue elegido por votación y la elección de Penarol Atlético Clube se da por homenaje al CA Peñarol de Montevideo que en aquellos años estaba haciendo su pretemporada en Amazonas, aunque sus colores más bien los tomaron del Nacional Futebol Clube.
Fue el primer equipo del interior del Amazonas en participar en el Campeonato Amazonense en 1980, teniendo constantes participaciones en la primera división estatal por varios años hasta que abandona los torneos estatales en 1994.
El club retornaría a la competición estatal en 2007 a petición popular en la segunda división estatal, logrando el ascenso al Campeonato Amazonense al año siguiente. En 2010 es campeón estatal por primera vez venciendo en la final al Nacional Fast Clube, con lo que logra la clasificación al Campeonato Brasileño de Serie D y a la Copa de Brasil del 2011, su primera participación en una competición a escala nacional.
En el Campeonato Brasileño de Serie D supera la primera ronda al finalizar en segundo lugar de su grupo, pero es eliminado en la segunda ronda 2-3 por el Independente del estado de Pará a pesar de haber ganado 1-0 el partido de ida, finalizando en el lugar 13 entre 40 equipos. En la Copa de Brasil es eliminado en la primera ronda 4-5 por el Paysandu Sport Club del estado de Pará, mientras que gana el Campeonato Amazonense de ese año por segunda ocasión consecutiva, con lo que pasaron a ser el primer equipo del interior del Amazonas en ser campeón estatal en más de una ocasión, con lo que retornaron al Campeonato Brasileño de Serie D y a la Copa de Brasil para el año siguiente.
En la Serie D fueron eliminados en la primera ronda al terminar en cuarto lugar de su zona entre cinco equipos y finalizaron en el lugar 24 entre 40 equipos, mientras que en la Copa de Brasil superan la primera ronda eliminando al Santa Cruz Futebol Clube del estado de Pernambuco por la regla del gol de visitante, pero es eliminado en la segunda ronda 0-5 por el Atlético Mineiro del estado de Minas Gerais. En el Campeonato Amazonense del mismo año es eliminado en las semifinales y no puede revalidar su título.
Del 2013 al 2019 tuvo actuaciones destacadas en el Campeonato Amazonense, sin embargo no pudo llegar a ser campeón, siendo sus mejores temporadas las del 2013 y 2018, en donde finalizó en tercera posición. Cabe resaltar que no jugó la temporada del 2016 por decisión de la dirigencia, disputando así la segunda división estadual en 2017, terminando subcampeón y regresando al Campeonato Amazonense de ese mismo año.
En la temporada 2020 logró su tercer título estadual tras vencer en la final a Manaus en tanda de penales, jugándose esta final en marzo de 2021, después de que el torneo se viese interrumpido por la pandemia por COVID-19. En bien acabó el torneo de 2020, se disputó el Amazonense 2021, donde fue eliminado en cuartos de final.
En la Copa de Brasil fue eliminado en la primera fase tras empatar 1 a 1 ante Ypiranga de Erechim, siendo eliminado por tener la ventaja el cuadro de Río Grande del Sur en caso de empate. En la Serie D logró superar la primera ronda tras terminar en tercera posición de ocho equipos en su grupo. En segunda ronda fue eliminado tras perder 3 a 1 en el global ante 4 de Julho del estado de Piauí. Cerró la temporada 2021 participando en la Copa Verde por primera vez en su historia, alcanzando los octavos de final, donde fue eliminado por 6 a 0 ante Paysandu del estado de Pará.
En 2022 tuvo un comienzo irregular tras encajar dos empates y una derrota en sus primeros tres partidos del torneo, posteriormente cosechó cinco derrotas consecutivas (todas ellas por goleada), las cuales lo mandaron al fondo de la tabla. Lograría su primera victoria en la novena fecha tras ganar por 1 a 0 al Amazonas, sin embargo otro resultado que se dio en esa fecha hizo que perdiera la categoría a falta de dos fechas de terminar la fase regular, siendo así su peor actuación en este torneo estadual, ya que, a pesar de haber estado mucho tiempo inactivo e incluso haber jugado categorías inferiores, nunca había perdido la categoría en la primera división Amazonense.

## Palmarés

### Estatal
- Campeonato Amazonense: 3

2010, 2011, 2020
- Copa Estado de Amazonas: 1

2011
- Copa de Manaus: 1

2010
- Torneo Inicio Amazonense: 1

1988

### Municipal
- Copa Itacoatiara: 1

2010

## Entrenadores
- Roberto de Oliveira (?–abril de 2012)[12]
- Adinamar Abib (abril de 2012–2012)[12]
- Paulo Morgado (junio de 2012–julio de 2012)[13][14]
- Ronaldo Sperry (interino- julio de 2012–2012)[15]
- Aderbal Lana (octubre de 2012–?)[16]
- Fábio Luiz (?–febrero de 2017)[17]
- Humberto Santos (2017–abril de 2017)[18]
- Carlos Tozzi (diciembre de 2017–marzo de 2018)[19][20]
- Zé Carlos (marzo de 2018–?)[21]
- Aderbal Lana (febrero de 2020–~junio de 2020)[22][23]
- Josué Teixeira (diciembre de 2020–enero de 2021)[24][25]
- Edmilson de Jesus (enero de 2021–mayo de 2021)[26][27]
- Maurílio Silva (diciembre de 2021–enero de 2022)[28][29]
- Pablo Camilo (interino- febrero de 2022)[29]
- Alex Oliveira (febrero de 2022–?)[30]